# نعمان الخطيب
نعمان الخطيب، أستاذ جامعي أردني ورئيس جامعة الإسراء في عمّان. حاصل على دكتوراة في القانون من كلية الحقوق بجامعة عين شمس عام 1983.
حيث كان تخصصه العام: القانون وكان تخصصه الدقيق: القانون العام القانون الدستوري والقانون الاداري
حيث حصل فيها على مرتبة علمية: استاذ مساعد، يعمل حاليا:جامعة الإسراء عمان - الأردن

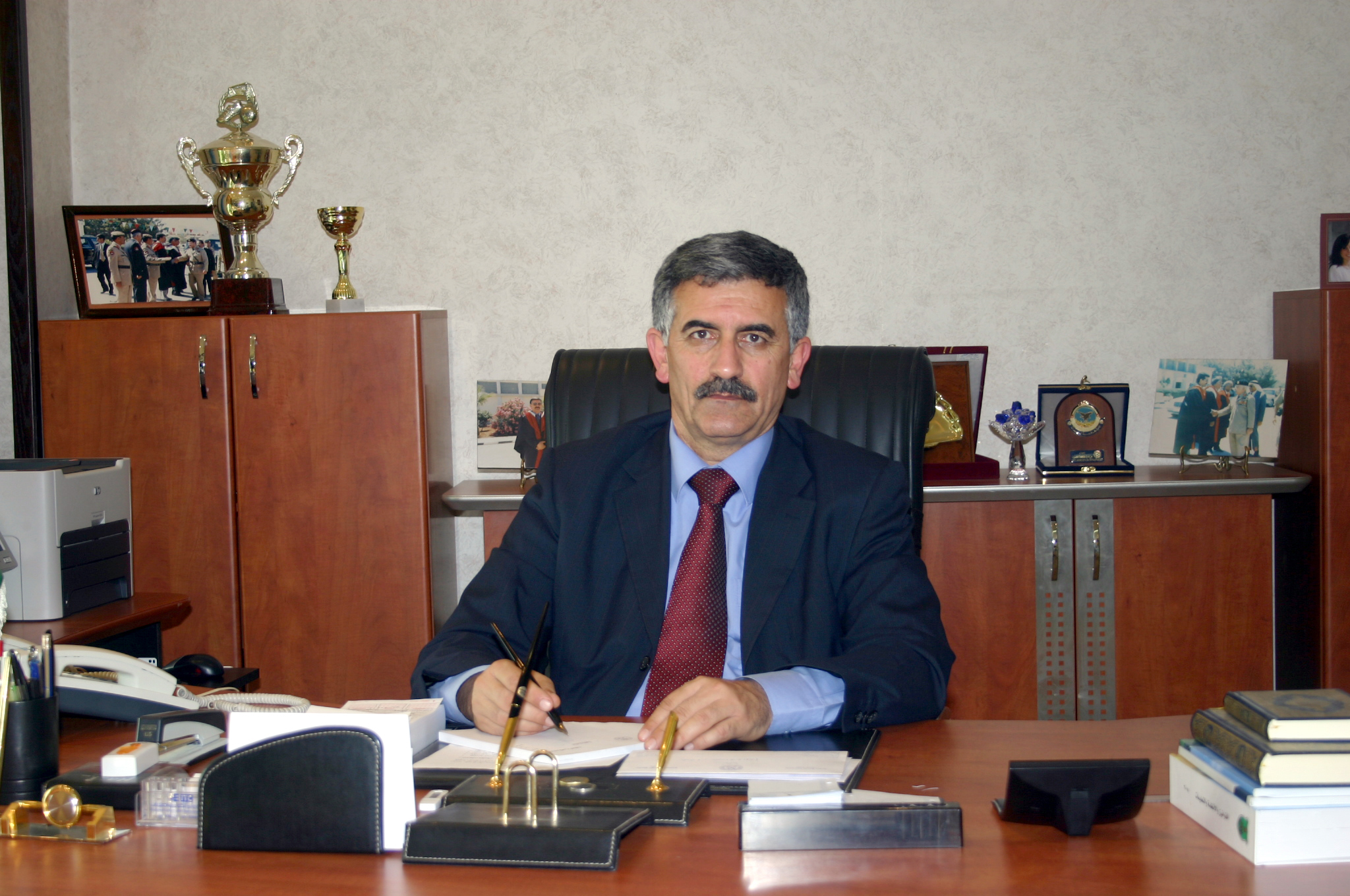
د.نعمان الخطيب -جامعة الإسراء

## المناصب
شغل عدة مناصب ومنها (رئيس المجلس التاديبي للطلبة 1990/1995 , رئيس المجلس التاديبي لاعضاء الهيئة التدريس 1998/2002 رئيس اللجنة القانونية المكلفة دراسة تشريعات التعليم العالي-مجلس التعليم العالي، رئيس اللجنة القانونية والادارية في مجلس الانعقاد1999/2004 , رئيس لجنة اعتماد كليات الحقوق في الجامعات الأردنية الخاصة رئيس اللجنة القانونية في مجلس العمداء 1990/1994 , رئيس جامعة الإسراء 2008 وحتى تاريخه، عميد شؤون الطلبة 1990/1997 , نائب رئيس جامعة الإسراء-عميد كلية الحقوق 2003/2005 , مساعد رئيس الجامعة للشؤون القانونية 1997/1997.)

## أوراق عمل ومنشورات
الضمانات الدستورية للحقوق و الحريات، موقف المشرع الأردني من التمييز العنصري، الحريات العامة في الدستور الأردني صورة حية لحقوق الإنسان، دور القضاء في توجيه الإدارة، دور الجامعات في تنشئة الشباب، الإعلان العالمي لحقوق الإنسان بين الماضي والحاضر، تطبيق احكام الشريعة الإسلامية في العالم العربي، الحرية بين الحق والالتزام، المسؤولية التاديبية للموظف العام،الولاء الوظيفي، اضواء على الميثاق الوطني الأردني، مشكلات التشريع في الجامعات الأردنية، اضواء على قانون الجامعات الأردنية الرسمية المؤقتة والانظمة الصادرة بمقتضاه، الإطار التشريعي لعمل مجلس اعتماد مؤسسات التعليم العالي2003 , العهد الدولي الخاص بالحقوق لاقتصادية والاجتماعية والثقافية واثره على المنظومة القانونية الأردنية، ورقة عمل محاضرة القيت على مجموعة من القضاة في اقليم الوسط والجنوب بتنظيم المركز الوطني لحقوق الإنسان 2006)
المؤتمرات والندوات المحلية والعربية والعالمية التي قام بالمشاركة فيها 
الدورة العربية الثانية لحقوق الإنسان _جمعيات الهلال و الصليب الأحمر الدولية 1986
الندوة الدولية لحقوق الإنسان-ستراسبورغ فرنسا 1986
ندوة حقوق الإنسان في العالم العربي، المعهد الدولي للدراسات العليا في العلوم الجنائية –إيطاليا 1988-
ندوة الموظف العام نادي صاحبات العمال –عمان 1990-
ندوة في حماية البيئة من التلوث، الجمعية الأردنية لحماية البيئة من التلوث 1991
ندوة في شؤون الطلبة في الجامعات الأردنية –الجامعة الهاشمية 1996
تمويل التعليم العالي في الأردن، اتحاد الجامعات العربية 1997
الحماية الوطنية لحقوق الانسان2001
الرقابة على مشروعية أعمال السلطة التنفيذية دور محكمة العدل العليا في الرقابة على دستورية القوانين في الأردن 2003
التشريعات للتعليم العالي في الأردن ورقة عمل لورشة عمل إستراتيجية التعليم العالي في الأردن 2005/2010
تطوير تعليم القانون في الجامعات الأردنية، مؤتمر عقد باشراف نقابة المحامين الأمريكية ووزارة العدل ومجلس اعتماد التعليم العالي الأردني في فندق الأردن انتركونتينينتال 
المؤتمر الدولي الأول بعنوان-اللغة العربية ومواكبة العصر – في رحاب الجامعة الإسلامية بالمدينة المنورة 2012
المؤتمر العام لاتحاد الجامعات العربية في رحاب جامعة سيدي محمد بن عبد الله في المملكة المغربية 2012
المواد التي قام بتدريسها في الجامعات (القانون الدستوري، القانون الإداري، القضاة الإداري، الإدارة المحلية، حقوق الإنسان، النظم السياسية، مصطلحات قانونية باللغة الإنجليزية

## الأبحاث والمؤتمرات العلمية المحكمة
1.المذهب الاجتماعي واثره على الحقوق والحريات العامة في الدستورين الأردني والمصري 1986
2.اتجاهات محكمة العدل العليا في ميعاد الطعن بالإلغاء 1987
3.القوانين المؤقتة في النظام الدستوري الأردني –مجلة العلوم القانونية والاقتصادية القاهرة 1988
4.القاعدة الدستورية أهم ضمانات حقوق الإنسان –مجلة العلوم الادارية القاهرة 1988
5.محكمة العدل العليا بين نظام القضاء الموحد ونظام القضاء المزدوج-مؤتة 1990
6.الناخب والمرشح في قانون الانتخاب لمجلس النواب 22 لسنة 1986 المعدل 1991
7.السلطة القضائية ودورها في الرقابة على العمل السياسي مجلة دراسات 1994
8.التعددية الحزبية في المملكة الأردنية الهاشمية مجلة العلوم القانونية والاقتصادية جامعة عين شمس 1996
9.الإطار القانوني لمؤسسات التعليم العالي الخاصة في الأردن –مجلة اليرموك للابحاث الإنسانية والاجتماعية جامعة اليرموك 2006
10.شرطة المصلحة في دعاوي القضاء العيني لدى محكمة العدل العليا –مجلة الشريعة والقانون، جامعة الإمارات العربية 2008
11.اراء وتعليقات فقهية على قرارات محكمة العدل العليا في فلسطين –مقدمة للمجلة القضائية التي تصدرها كلية الحقوق في جامعة بير زيت 2010/2011
12.الدستور الفلسطيني والمعاهدات الدولية –بحث مقدم للمؤتمر الذي نظمته كلية الحقوق بجامعة القدس 2011
13.المحكمة الدستورية في الأردن-استحقاق وطني هام دراسة مقدمة للمجلس القضائي الأردني 2011
وقد عمل على تاليف عدة مؤلفات ومنها
مبادئ في النظم السياسية، مبادئ القانون الدستوري، الأحزاب السياسية ودورها في انظمة الحكم المعاصرة، الوجيز في القانون الدستوري

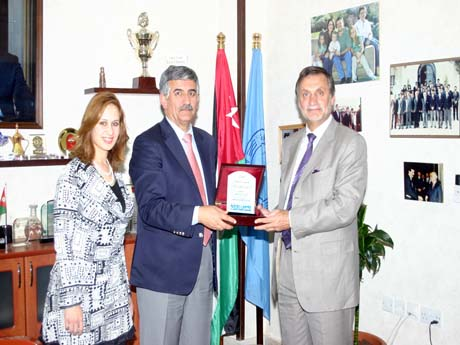
"توقيع اتفاقية تعاون مشترك بين مركز الإستشارات مركز أكاديمية نهر الأردن"

مبادئ في القانون الإداري، الوجيز في النظم السياسية، الوسيط في النظم السياسية والقانون الدستوري، الميادئ القانونية التي قررتها محكمة العدل العليا في خمسة وعشرين عاما، الوسيط في النظم السياسية والقانون الدستوري،"طبعة ثانية 2004و ثالثة 2006و رابعة 2011

## المؤلفات
- مبادئ القانون الدستوري
- الوسيط في النظم السياسية والقانون الدستوري
- الأحزاب السياسية ودورها في انظمة الحكم المعاصرة د.نعمان الخطيب
- الوجيز في النظم السياسية
- الوسيط في النظم السياسية والقانون الدستوري
- مجموعة المبادئ القانونية التي قررتها محكمة العدل العليا في خمسة وعشرين عاماً 1972-1997[2]